# Observatorio Astronómico Gaisberg
El Observatorio Astronómico Gaisberg está situado en Schärding, Austria.